# Нурія Оліве
Нурія Оліве (ісп. Nuria Olivé, 20 серпня 1968) — іспанська хокеїстка на траві.
Олімпійська чемпіонка 1992 року.